# Kojel
Kojel – wieś położona w północnej części Albanii w gminie Tropojë.

## Demografia
Według spisu ludności z 1989 roku we wsi Kojel mieszkało 1199 mieszkańców.